# Mitchell (Geòrgia)
Mitchell és una població dels Estats Units a l'estat de Geòrgia. Segons el cens del 2000 tenia 173 habitants.

## Demografia
Segons el cens del 2000, Mitchell tenia 173 habitants, 72 habitatges, i 51 famílies. La densitat de població era de 46,1 habitants/km².
Dels 72 habitatges en un 26,4% hi vivien nens de menys de 18 anys, en un 62,5% hi vivien parelles casades, en un 5,6% dones solteres, i en un 27,8% no eren unitats familiars. En el 26,4% dels habitatges hi vivien persones soles el 12,5% de les quals corresponia a persones de 65 anys o més que vivien soles. El nombre mitjà de persones vivint en cada habitatge era de 2,4 i el nombre mitjà de persones que vivien en cada família era de 2,9.
Per edats la població es repartia de la següent manera: un 19,1% tenia menys de 18 anys, un 6,9% entre 18 i 24, un 25,4% entre 25 i 44, un 27,7% de 45 a 60 i un 20,8% 65 anys o més.
L'edat mediana era de 43 anys. Per cada 100 dones de 18 o més anys hi havia 94,4 homes.
La renda mediana per habitatge era de 34.375 $ i la renda mediana per família de 44.063 $. Els homes tenien una renda mediana de 35.000 $ mentre que les dones 21.875 $. La renda per capita de la població era de 18.103 $. Entorn del 2,9% de les famílies i el 7,8% de la població estaven per davall del llindar de pobresa.

## Poblacions més properes
El següent diagrama mostra les poblacions més properes.